# Science-Fiction-Jahr 1825
Übersicht

◄◄ | ◄ | 1821 | 1822 | 1823 | 1824 | Science-Fiction-Jahr 1825 | 1826 | 1827 | 1828 | 1829 | ► | ►►

Weitere Ereignisse

## Geboren
- Annie Denton Cridge († 1875)